# Rudolf Kürbis
Ludwig Adolf Rudolf Kürbis (* 16. August 1829 in Müllrose; † 7. August 1913) war ein Schriftsteller. Sein Pseudonym war „Rudolf Wellnau“. Lange Zeit lebte er in Halle (Saale) und Berlin.

## Leben
Rudolf Kürbis war der Sohn eines bei der Artillerie eingesetzten Feuerwerkers. Als Dreijähriger kam er mit seiner Familie nach Magdeburg, wo er die städtische Volks-Knabenschule besuchte. Er trat in Kinderrollen an der Magdeburger Bühne auf, durch den Einfluss seines Vaters begann er jedoch keine Schauspielerkarriere, sondern schlug eine kaufmännische Laufbahn ein. Er ging nach Leipzig, wo er für das Zigarrenunternehmen Quandt und Mangelsdorf arbeitete. In deren Auftrag übernahm er mit 18 Jahren die Leitung einer in der Haftanstalt von Halle (Saale) ansässigen Zigarettenfabrik, die er bis 1876 innehatte. Danach lebte er in Berlin.
Rudolf Kürbis wirkte seit 1859 als Schriftsteller. In diesem Jahr erschien seine erste Veröffentlichung, die Novelle Die Rhodiser. Er betätigte sich überwiegend als Romanautor, schrieb aber auch Kinder- und Jugendbücher sowie humoristische Werke. Zudem war er als Journalist tätig und Redakteur des Journals für Redakteure.

## Werke (Auswahl)
- Der Irre von Saalheim, Roman, 4 Bde., 1864
- Sophias Dorothea, Tragödie, 1867
- Die Seherin von Magdeburg: Historischer Roman, Rudolf Wellnau, Verlag	Verlag der Frynta'schen Buchhandlung, 1870
- Wladimir der Große. Epische Dichtung frei nach dem Schwedischen des Eric Iohan Stagnelius von Rudolf Wellnau. Leipzig, Mentzel. 1874
- Blenda: Epische Dichtung frei nach dem Schwedischen des Eric Iohan Stagnelius von Rudolf Wellnau, Verlag Reclam, 1875
- Richard Trommelfell: ein Bayreuther Zukunfts-Schnadahüpfl, Levit'sche Buchhandlung, 1876
- Zuverlässiger Führer u. Catalog durch die königlichen Museen zu Berlin, Autoren Kaiser-Friedrich-Museum, Rudolf Wellnau, Verlag A.G. Knopf, 1888
- Unsere Kinderwelt: Humoristika aus der Kinder- und Schulstube, Rudolf Wellnau, Verlag	Verlag von Richard Eckstein Nachf. (Carl Hammer), 1888
- Memorien einer Sängerin, (Liederliches, aber nicht erot. Opus.), Rudolf Wellnau, Berlin. Verlag von A. Warschauer, o. J. (188*)
- Festklänge für die Jugend, Rudolf Wellnau, 1891
- Immer mit Humor. Komische Vorträge und Solo-Scenen mit Gesang für Herren und Frauen. Band III. Geselligen Vereinen, Gesellschaften und heiteren Privatkreisen gewidmet, Rudolf Wellnau, Berlin: Ed. Freyhoff’s Verlag, 1900